# That’s what she said
That's what she said (englisch, übersetzt etwa „Das hat sie gesagt“, üblicherweise mit Betonung auf „sie“) ist eine Phrase, die als anzüglicher Witz verwendet wird. In ihrer häufigsten Verwendung wird sie als Reaktion gegenüber einer anderen Person eingesetzt, die zuvor etwas gesagt hat, was in der intendierten Bedeutung harmlos ist, in einer anderen Interpretation aber auch als mit sexuellen Untertönen assoziiert verstanden werden kann.

## Geschichte
Die Phrase ist britischen Ursprungs und dort bis heute vor allem in der Variante „said the actress to the bishop“ („sagte die Schauspielerin zum Bischof“) verbreitet; in dieser Fassung ist sie auch ein wiederkehrender Witz in der britischen Fernsehsitcom The Office. Die Redewendung ist gegen Ende des Zweiten Weltkriegs unter Angehörigen der Royal Air Force belegt, es wird aber spekuliert, dass sie in die Zeit von Eduard VII. (1901–1910) zurückreicht. Es existiert eine Filmaufnahme aus dem Jahr 1929, in der ein damals 29-jähriger Alfred Hitchcock die Phrase in der Fassung „as the girl said to the soldier“ („wie das Mädchen zum Soldaten sagte“) gegenüber einer jungen Schauspielerin sagte; dort verwendete er es in Fortsetzung seiner zuvor selbst geäußerten Aufforderung „Stand in your place, otherwise it will not come out right“ („Stehen Sie stramm, sonst kommt es nicht richtig heraus“).
In den USA ist die Redewendung demgegenüber in der Variante „that’s what she said“ geläufig. Sie wurde dort ihrerseits ein wiederkehrender Witz in der amerikanischen Adaption von The Office, in der sie „Michael’s sexually charged trademark line“ wird. In dieser Form war sie bereits zuvor im Saturday-Night-Live-Film Wayne’s World verwendet worden, wie auch später in King of the Hill oder Family Guy. Sie ist aber deutlich älter und wurde bereits 1973 in einem Buch als „ancient one-liner“ bezeichnet. Matthew R. Meier und Christopher A. Medjesky argumentieren, That's what she said „joke cycle normalizes rape culture because the joke represents rape by re-contextualizing an otherwise benign discourse in terms of nonconsensual sexual acts done to an ambiguous female subject who lacks the capacity for consent.“ („Der Witzzyklus normalisiert die Vergewaltigungskultur, weil der Witz Vergewaltigung darstellt, indem er einen ansonsten wohlwollenden Diskurs in Bezug auf nicht einvernehmliche sexuelle Handlungen an einem zweideutigen weiblichen Subjekt rekontextualisiert, dem die Fähigkeit zur Zustimmung fehlt.“)

## Deutsches Gegenstück
Eine unmittelbare Entsprechung in der deutschen Sprache ist nicht bekannt, zumindest nicht in idiomatischem Gebrauch. Die englische Fassung wird im Wortlaut „that’s what she said“ gelegentlich auch auf Deutsch in Internetmemes verwendet.